# ایوان ویار
ایوان ویار (انگلیسی: Iván Villar؛ زادهٔ ۹ ژوئیهٔ ۱۹۹۷) بازیکن فوتبال اهل اسپانیا است که در پست دروازه‌بان برای باشگاه فوتبال سلتاویگو بازی می‌کند.
از باشگاه‌هایی که در آن بازی کرده‌است می‌توان به باشگاه فوتبال لوانته اشاره کرد.
وی همچنین در تیم‌های ملی فوتبال زیر ۱۷ سال اسپانیا و زیر ۱۹ سال اسپانیا بازی کرده‌است.